# Корално острво (роман)
Корално острво: Прича о Тихом океану (1857) је роман који је написао шкотски писац Р. М. Балантајн. Једно од првих дела књижевности за младе које приказује искључиво малолетне хероје; прича говори о авантурама три дечака на острву у Тихом океану, јединих преживелих у бродолому.
Типична Робинзонада – жанр фикције инспирисан Робинзоном Крузоом Данијела Дефоа – и једна од најпопуларнијих ове врсте; књига је први пут изашла у продају крајем 1857. године и никада није изашла из штампе. Међу главним темама романа су цивилизацијски ефекат хришћанства, империјализам 19. века у Тихом океану и значај хијерархије и вођства. То је била инспирација за дистопијски роман Вилијема Голдинга Господар мува (1954), који је преокренуо морал Коралног острва; у Балантајновој причи деца се сусрећу са злом, али у Господару мува зло је у њима.
Почетком 20. века, роман се сматрао класиком за основце у Великој Британији, а у Сједињеним Државама је био главна тема на листама за читање у средњој школи. Савремени критичари сматрају да је поглед на свет књиге застарео и империјалистички, али иако данас мање популарно, Корално острво је адаптирано у четвороделну дечју телевизијску драму коју је емитовао ITV 2000. године.

## Позадина

### Биографска позадина и публикација
Рођен у Единбургу 1825. и тамо одрастао, Балантајн је био девето од десеторо деце и најмлађи син. Уз подучавање мајке и сестара, његово једино формално образовање био је кратак период на академији у Единбургу 1835–1837. Са 16 година отпутовао је у Канаду, где је провео пет година радећи за компанију Хадсон Беј, тргујући крзном. Вратио се у Шкотску 1847. и неколико година радио за издавача Constable 6 Robinson, прво као службеник, а затим као партнер. Током свог боравка у Канади помогао је да проведе време пишући дуга писма својој мајци и започео своју прву књигу. Балантајнова канадска искуства су била основа његовог првог романа, Млади трговци крзном, објављеног 1856. године када је одлучио да постане писац са пуним радним временом и упустио се у авантуристичке приче за младе са којима је његово име је популарно повезано.
Балантајн никада није посетио корална острва у Тихом океану, ослањајући се уместо тога на приче других које су тада почињале да се појављују у Британији, а које је преувеличао ради позоришног ефекта укључивши „много крвопролића и насиља која су имала за циљ да узнемире његову малолетну читалачку публику“. Његово непознавање Тихог океана довело га је до тога да је погрешно описао кокосове орахе као меке и које се лако отварају; приврженик тачности, решио је да ће убудуће, кад год је то могуће, писати само о стварима са којима је имао лично искуство. Балантајн је написао Корално острво док је боравио у кући на обали наспрам Единбурга на Ферт ов Форту. Према Балантајновом биографу Ерику Квејлу, он је у великој мери позајмио елементе из романа америчког аутора Џејмса Ф. Боумана из 1852. године, The Island Home. Такође је доста позајмио из Наратива о мисионарским предузећима Џона Вилијамса (1837), до те мере да је историчар културе Род Едмонд сугерисао да Балантајн морао да је написао једно поглавље Коралног острва са Вилијамсовом књигом отвореном пред њим, па је сличан је и текст. Едмонд описује роман као „воћни коктел других писања о Пацифику“, додајући да је „према савременим стандардима Балантајнов плагијат у Коралном острву запањујући“.
Иако прво издање датира из 1858. године, у књижарама је било у продаји од почетка децембра 1857; давање књига унапред била је уобичајена пракса у то време, посебно током божићног периода, да се „очува њихова новина“ у новој години. Корално острво је Балантајнов други роман, и никада није изашао из штампе. Био је изузетно плодан писац који је написао више од 100 књига у својој 40-годишњој каријери. Према професору и писцу Џону Рени Шорту, Балантајн је имао „дубоко религиозно уверење“ и сматрао је својом дужношћу да образује дечаке из викторијанске средње класе – његова циљна публика – у „кодексима части, пристојности и религиозности“.
Прво издање Коралног острва објавили су Т. Нелсон & Синови, који су, као и многи други издавачи тог времена, имали политику прихватања рукописа да купују ауторска права од аутора уместо да плаћају тантијеме; као резултат тога, аутори углавном нису добијали никакав приход од продаје наредних издања. Балантајн је добио између 50 и 60 фунти, што је еквивалентно око 6500 фунти 2017., али када је популарност романа постала очигледна и број издања се повећао, он је безуспешно покушао да откупи ауторска права. Огорчено је писао Нелсонсу 1893. о ауторским правима која су држали на његове књиге док он није ништа зарадио: „тридесет осам година ви сте пожњели цео профит“.
Корално острво – и даље се сматра класиком – поново је објавио Пингуин Букс 1995. године у својој серији Популарни класици.

### Књижевни и историјски контекст
Објављено током „првог златног доба дечје фикције“, Корално острво је започело тренд у фантастици за дечаке користећи дечаке као главне ликове, што је сада уобичајено у жанру.
Према речима књижевног критичара Франка Кермодеа, Корално острво би се „могло користити као документ у историји идеја“. Научну и друштвену позадину за роман налазимо у дарвинизму, природне и друштвене врсте. На пример, иако је Корално острво објављено годину дана пре О пореклу врста (чије су идеје већ биле распрострањене и нашироко дискутоване), дело Чарлса Дарвина из 1842. Структура и дистрибуција коралних гребена био је један од најпознатијих савремених извештаја о расту корала. Балантајн је читао књиге Дарвина и његовог ривала Алфреда Расела Валаса; у каснијим публикацијама такође је одао признање природњаку Хенрију Огу Форбсу. Интересовање за теорију еволуције се одразило у великом броју савремене популарне литературе, а социјални дарвинизам је био важан фактор који је допринео погледу на свет Викторијанаца и њихове изградње царства.

## Резиме радње
Прича је написана као прича у првом лицу 15-годишњег Ралфа Ровера, једног од тројице дечака који су бродоломци на коралном гребену великог, али ненасељеног полинезијског острва. Ралф прича причу ретроспективно, осврћући се на своју дечачку авантуру: „Био сам дечак када сам прошао кроз дивне авантуре које су овде описане. Са снажним сећањем на моја дечачка осећања, своју књигу представљам посебно дечацима, у искреној нади да ће са њених страница извући вредне информације, велико задовољство и неограничену забаву.”
Радња почиње брзо; само четири странице су посвећене Ралфовом раном животу и још четрнаест његовом путовању до Тихог океана на броду Стрела. Он и његова два сапутника – 18-годишњи Џек Мартин и 13-годишњи Петеркин Геј – једини су преживели бродолом. Наратив је из два дела. Први описује како се дечаци хране, шта пију, одећу и склониште које праве и како се носе са тим да морају да се ослањају на сопствене ресурсе. Друга половина романа је више пуна акције, која приказује сукобе са пиратима, борбе између домородаца Полинежана и покушаје преобраћења хришћанских мисионара.
Воће, риба и дивље свиње обезбеђују обиље хране, а живот дечака на острву испрва је идиличан. Они граде склониште и конструишу мали чамац користећи једину своју имовину: поломљени телескоп, гвожђем оковано весло и малу секиру. Њихов први контакт са другим људима долази након неколико месеци када у даљини виде два велика кануа, која јуре један другог. Две групе Полинежана се искрцавају на плажи и упуштају се у битку; победници узимају петнаест заробљеника и једног одмах убију и поједу. Али када запрете да ће убити једну од три заробљене жене, заједно са двоје деце, дечаци интервенишу да поразе гониче, заслужујући  захвалност поглавице Тарара. Следећег јутра спречавају још један чин канибализма. Домороци одлазе, а дечаци су опет сами.
Још непожељних посетилаца тада стиже у облику британских пирата, који зарађују за живот тргујући или крадући сандаловину. Три дечака се крију у пећини, али Ралф је заробљен када се усудио да види да ли су уљези отишли и укрцан је на гусарску шкуну. Он ступа у пријатељство са једним од чланова посаде, Крвавим Билом, и када брод дође на острво Емо да би трговао за још дрва, Ралф доживљава многе аспекте острвске културе: популарни спорт сурфовања, жртвовање беба јегуљи боговима, силовање и канибализам.
Растуће тензије доводе до тога да становници нападају пирате, остављајући у животу само Ралфа и Крвавог Била. Пар успева да побегне у шкуни, али Бил је смртно рањен. Он се на самртној постељи покаје за свој зли живот, остављајући Ралфа да сам отплови на Корално острво, где се поново уједињује са својим пријатељима.
Три дечака плове на острво Манго, где је мисионар преобратио део становништва у хришћанство. Тамо поново срећу Тарара, чија ћерка Аватеа жели да постане хришћанка противно очевој жељи. Дечаци покушавају да одвезу Аватеу малим чамцем до оближњег острва чији је главни шеф прекрштен, али на путу их сустиже један од Тарарових ратних кануа и заробљава. Ослобођени су месец дана касније након доласка још једног мисионара и Тараровог преласка на хришћанство. „Лажни богови“ Манга су предани су ватри, а дечаци су отпловили кући, старији и мудрији. Враћају се као одрасли у још једну авантуру у Балантајновом роману Ловци на гориле из 1861. године, наставку Коралног острва.

## Жанр и стил
Сви Балантајнови романи су, по његовим речима, „авантуристичке приче за младе“, а Корално острво није изузетак. То је Робинзонада, жанр белетристике инспирисан Робинзоном Крузоом (1719) Данијела Дефоа, једном од најпопуларнијих те врсте, и једном од првих дела малолетничке фантастике која је представљена искључиво малолетним херојима.. Корално острво, и поред своје авантуре, веома је заокупљено реализмом домаће фикције (домен реалистичког романа); Балантајн посвећује отприлике трећину књиге описима животних доживљаја дечака. Књига показује „лако самопоуздање“ у опису авантуре која је била пре свега забавна. Као што Ралф каже у свом предговору: „Ако постоји дечак или мушкарац који воли да буде меланхоличан и мрзовољан, и који не може да уђе са љубазним саосећањем у крајеве забаве, дозволите ми да му озбиљно саветујем да затвори моју књигу и стави то далеко. Није намењена њему.“  Професорка енглеског М. Дафне Куцер приметила је да је „брзо кретање приче од обалне Енглеске до егзотичног пацифичког острва слично брзом кретању од стварног света ка фантастичном у дечијој фантазији“.
Модерном читаоцу, Балантајнове књиге могу изгледати претерано заокупљене приказима флоре и фауне, „етнографски сјај“ са намером да сугерише да су њихова окружења права места која нуде авантуре онима који могу да дођу до њих. Оне такође могу изгледати „наметљиво побожне“, али, према Џону Рени Шорту, морални тон Балантајновог писања је надокнађен његовом способношћу да исприча „добру пређу у приступачном и модном прозном стилу“.

## Теме
Главне теме романа врте се око утицаја хришћанства, важности друштвених хијерархија и инхерентне супериорности цивилизованих Европљана над становницима острва Јужног мора; Мартин Дутхајл, професор енглеског језика, сматра да је роман „кључни текст који приказује колонијалне односе у викторијанском периоду”. Основна тема романа је популарна и широко распрострањена: „одбачена деца која преузимају обавезе одраслих без надзора одраслих“, а Корално острво се сматра класичним примером такве књиге.

## Пријем критике
Корално острво је било скоро тренутни успех и преведено је на скоро све европске језике у року од педесет година од објављивања. Савремени читаоци су га навелико ценили, иако модерни критичари сматрају да текст садржи „застареле колонијалистичке теме и вероватно расистички призвук“. Балантајнова мешавина крвожедне авантуре и побожног империјализма допала се не само његовој циљној малолетној публици већ и њиховим родитељима и учитељима. Данас је углавном упамћен по Коралном острву, искључујући већи део његових других радова.
Роман се још увек сматрао класиком за енглеску основну школску децу почетком 20. века. У Сједињеним Државама то је дуго био главни део предложених спискова за лектиру за средњошколце; таква листа, о којој се говори у чланку из 1915. у English Journal-у, препоручује роман у категорији „Приче за дечаке у лаком стилу“. Поједностављена адаптација књиге препоручена је 1950-их за америчке 12–14-годишњаке. Иако су га модерни научници углавном занемарили,  2006. године је проглашен за један од двадесет најбољих шкотских романа на 15. Међународној светској веб конференцији.
Корално острво је адаптирано у дечију телевизијску серију у заједничком подухвату Thames Television и Аустралијске радиодифузне корпорације 1980. године, први пут приказано на аустралијској и британској телевизији 1983. Такође је адаптирано у четвороделну дечију телевизијску драму од стране  Zenith Productions, коју је емитовао ITV 2000.

### Цитати
1. ↑  
Rennie, Neil (2004). „Ballantyne, Robert Michael (1825–1894)”. Oxford Dictionary of National Biography (online изд.). Oxford University Press. doi:10.1093/ref:odnb/1232. (Subscription or UK public library membership required.)
2. 1 2  „Obituary”, The Times (34184), стр. 5, 10. 2. 1894, Приступљено 17. 12. 2013
3. ↑  Ballantyne (2004), стр. 6
4. ↑  Ballantyne (2004), стр. 4
5. ↑  Ballantyne (2004), стр. 5
6. 1 2 3  
„The Coral Island”. Children's Literature Review. јануар 2009. Архивирано из оригинала 2014-06-10. г. Приступљено 4. 5. 2012.
7. ↑  Tucker (1990).
8. 1 2 3  
Dutheil, Martine Hennard (2001). „The Representation of the Cannibal in Ballantyne's The Coral Island: Colonial Anxieties in Victorian Popular Fiction”. College Literature. 28 (1): 105—122. JSTOR 25112562.
9. ↑  Edmond (1997).
10. ↑  Edmond (1997), стр. 146
11. ↑  Edmond (1997), стр. 148
12. 1 2 3  
McCulloch, Fiona (2000). „'The Broken Telescope': Misrepresentation in The Coral Island”. Children's Literature Association Quarterly. 25 (3): 137—145. doi:10.1353/chq.0.1401.
13. ↑  Sammons (2004).
14. 1 2  
Cox, Michael; Riches, Christopher (2012), „Ballantyne, R. M. [Robert Michael Ballantyne] (1825–1894) Scottish novelist”, A Dictionary of Writers and their Works (online изд.), Oxford University Press, ISBN 9780199585052, doi:10.1093/acref/9780199585052.001.0001
15. ↑  
Jolly, Roslyn (2006). „Ebb Tide and The Coral Island”. Scottish Studies Review. 7: 79—91.[мртва веза]
16. ↑  Townsend (1974), стр. 61–62
17. ↑  Short (2002), стр. 163
18. ↑  Finkelstein & McCleery (2012).
19. ↑  Finkelstein & McCleery (2012), стр. 80
20. ↑  Potter (2007).
21. ↑  Inflation Calculator, Bank of England, Архивирано из оригинала 22. 11. 2016. г., Приступљено 29. 9. 2018
22. ↑  Ward (2007).
23. 1 2  
Singh, Minnie (1997). „The Government of Boys: Golding's Lord of the Flies and Ballantyne's Coral Island”. Children's Literature. 25: 205—213. doi:10.1353/chl.0.0478.
24. ↑  Kermode (1962), стр. 203
25. ↑  
Anderson, Katharine (2008). „Coral Jewellery”. Victorian Review. 34 (1): 47—52. JSTOR 41220397. S2CID 201782824. doi:10.1353/vcr.2008.0008.
26. ↑  
Hannabuss, Stuart (1995). „Moral Islands: A Study of Robert Michael Ballantyne, Writer for Children”. Scottish Literary Journal. 22 (2): 29—40.
27. ↑  
Brantlinger, Patrick (1985). „Victorians and Africans: The Genealogy of the Myth of the Dark Continent”. Critical Inquiry. 12 (1): 166—203. JSTOR 1343467. S2CID 161311164. doi:10.1086/448326.
28. ↑  Ballantyne (1911), Preface
29. ↑  Ballantyne (1911), стр. 332
30. 1 2  
Honaker, Lisa (2004). „"One Man to Rely On": Long John Silver and the Shifting Character of Victorian Boys' Fiction”. Journal of Narrative Theory. 34 (1): 27—53. JSTOR 30225794. S2CID 162220139. doi:10.1353/jnt.2004.0003.
31. ↑  MacKenzie (1989), стр. 158
32. 1 2  Short (2002).
33. ↑  Mathison (2008), стр. 173
34. ↑  Phillips (1996), стр. 36
35. ↑  Phillips (1996).
36. ↑  Ballantyne (1911).
37. 1 2  Kutzer (2000).
38. 1 2  Lessing & Ousby (1993).
39. ↑  
Niemeyer, Carl (1961). „The Coral Island Revisited”. College English. 22 (44): 241—245. JSTOR 373028. doi:10.2307/373028.
40. ↑  Carpenter & Prichard (1984).
41. ↑  Miller, John William (25. 2. 2008), „The Coral Island”, The Literary Encyclopedia, Архивирано из оригинала 20. 7. 2021. г., Приступљено 27. 6. 2013
42. ↑  
Forman, Ross G. (1999). „When Britons Brave Brazil: British Imperialism and the Adventure Tale in Latin America, 1850–1918”. Victorian Studies. 42 (3): 454—487. JSTOR 3828976. S2CID 144905933. doi:10.2979/VIC.1999.42.3.455.
43. ↑  
Marsh, Jackie (2004). „The Primary Canon: A Critical Review”. British Journal of Educational Studies. 52 (3): 246—262. JSTOR 1556055. S2CID 144035337. doi:10.1111/j.1467-8527.2004.00266.x.
44. ↑  
Herzberg, Max J. (1915). „Supplementary Reading for High-School Pupils”. English Journal. 4 (6): 373—382. JSTOR 801636. doi:10.2307/801636.
45. ↑  
Assuma, Daniel J. (1953). „A List of Simplified Classics”. College English. 42 (2): 94—96. JSTOR 808695. doi:10.2307/808695.
46. ↑  
Blair, Glenn M. (1955). „Reading Materials for Pupils with Reading Disabilities”. The High School Journal. 39 (1): 14—21. JSTOR 40363447.
47. ↑  
Miller, John (2008). „Adventures in the Volcano's Throat: Tropical Landscape and Bodily Horror in R. M. Ballantyne's Blown to Bits”. Victorian Review. 34 (1): 115—130. JSTOR 41220406. S2CID 162508944. doi:10.1353/vcr.2008.0021.
48. ↑  „Top twenty Scottish novels”, WWW2006, Архивирано из оригинала 14. 3. 2012. г., Приступљено 4. 5. 2012
49. ↑  
„Coral Island”, British Film Institute, Архивирано из оригинала 7. 2. 2009. г., Приступљено 10. 9. 2012
50. ↑  
„The Coral Island”, British Film Institute, Архивирано из оригинала 21. 1. 2009. г., Приступљено 10. 9. 2012